# Ruth Berktold
Ruth Berktold (* 28. Juli 1967 in Kaufbeuren) ist eine deutsche Architektin und Hochschullehrerin.

## Werdegang
Ruth Berktold studierte Architektur und Urban Design/Planning an der Universität Stuttgart und in der Meisterklasse von Peter Cook und Enric Miralles an der Städelschule Frankfurt (1986–1993). Nebenbei arbeitete sie bei Eisele + Fritz in Darmstadt und für Behnisch & Partner in Stuttgart. Außerdem verbrachte sie ihre Zeit mit der Arbeit am Bundestag in Bonn und an der Akademie der Künste in Berlin. Nach dem Studium arbeitete sie  von 1994 bis 2002 in New York. Dort legte sie den Master of Science in Advanced Architectural Design an der Columbia University ab (1995). Das Studium an der Colombia University wurde ihr durch ein DAAD-Stipendium ermöglicht. Sie arbeitete u. a. bei Bernard Tschumi und bei Polshek Partnership und Asymptote. In dieser Zeit begann Berktold auch ihre Lehrtätigkeit. Sie führte ein Masterbüro mit der kanadischen Architektin Lise Anne Couture an der Parsons School of Design in New York und nahm 1999 ihre erste Professur für Architekturdesign am Rensselaer Polytechnic Institute an. Von 2005 bis 2008 lehrte sie als Gastprofessorin an der NTNU Trondheim.
2002 gründete Berktold Yes Architecture mit Niederlassungen in München und New York. Seit 2003 ist sie zudem Professorin für CAx und Entwerfen an der Fachhochschule München. Seit Januar 2017 ist sie als Gastprofessorin an der „Bernard & Anne Spitzer School of Architecture“ tätig.

## Projekte
2004 gewann Berktold gemeinsam mit ihrer Kollegin Marion Wicher den internationalen Wettbewerb für das Bonner Kongresszentrums der Vereinten Nationen.
Für die Firma Ritzenhoff designte Berktold Trinkgläser.

## Ehrungen
- 2006: Ernennung zu einem der 100 Köpfe von morgen[12]
- 2016: Nominierung zu arcVision Prize[13]

## Vorträge
- 2015: Kunstverein Ingolstadt[14]